# Leopoldo Conti
Leopoldo Lodovico Conti (ur. 12 kwietnia 1901 w Mediolanie; zm. 14 stycznia 1970 tamże) – włoski piłkarz, grający na pozycji napastnika, trener piłkarski.

## Kariera piłkarska

### Kariera klubowa
W 1919 rozpoczął karierę piłkarską w drużynie Inter. W sezonie 1920/21 bronił barw Padovy, po czym wrócił do Interu. Następnie występował w klubie Pro Patria, w którym zakończył karierę piłkarza w roku 1933.

### Kariera reprezentacyjna
28 marca 1920 roku debiutował w narodowej reprezentacji Włoch w meczu przeciwko Szwajcarii (0:3). Łącznie zdobył 8 bramek w 31 meczach międzynarodowych.

## Kariera trenerska
Jeszcze będąc piłkarzem łączył funkcje trenerskie w Pro Patria. Potem prowadził kluby Lecco, Monza, Vigevano, Gallaratese oraz ponownie Lecco i Monza.

## Sukcesy i odznaczenia

### Sukcesy klubowe
Inter
- mistrz Włoch (2x): 1919/20, 1929/30